# Turtmänna
 (avril 2025).
Si vous disposez d'ouvrages ou d'articles de référence ou si vous connaissez des sites web de qualité traitant du thème abordé ici, merci de compléter l'article en donnant les références utiles à sa vérifiabilité et en les liant à la section « Notes et références ».
La Turtmänna (en français la Tourtemagne) est une rivière de Suisse, affluent du Rhône. 

## Parcours
Elle coule au fond de la vallée de Turtmanntal. D'une longueur de 18,3 km[réf. nécessaire], elle prend sa source au glacier de Tourtemagne (2 300 m), dominé par le Bishorn (4 153 m), le Brunegghorn (3 838 m) et le Barrhorn (3 610 m). Elle se jette dans le Rhône sur la commune de Tourtemagne, à 620 m. Le lac de Turtmannsee est formé le long de son cours par un barrage. 

### Sources
- Alois Grichting, « Tourtemagne » dans le Dictionnaire historique de la Suisse en ligne.
- Carte topographique, Swisstopo